# Top 40 Hits
Top 40 Hits – drugi studyjny album zespołu Anal Cunt. Album zawiera 40 utworów.

## Utwory
- Some Hits (1:17)
- Some More Hits(0:45)
- Pepe, The Gay Waiter (0:38)
- Even More Hits (0:48)
- M.J.C. (1:26)
- Flower Shop Guy (0:51)
- Livin Colour Is My Favorite Black Metal Band (0:48)
- Lenny's In My Basement (0:39)
- Stayin' Alive (Oi! Version) (1:22)
- Benchpressing Effects On Kevin Sharp's Vocals (0:37)
- Josue (0:10)
- Delicious Face Style (2:00)
- #19 To Go (0:16)
- Stealing Seth's Ideas - The New Book By John Chang (1:05)
- Morbid Dead Guy (0:59)
- Belive In The King (0:57)
- Don't Call Japanese Hardcore Japcore (0:34)
- Shut Up Mike, Pt.2 (0:32)
- Hey, Aren't You Gary Spivey (0:43)
- Breastfeeding Jim J. Bullock's Toenail Collection (4:48)
- Foreplay With A Tree Shredder (0:50)
- 2 Down 5 To Go (0:30)
- I Liked Earache Better When Dig Answered The Phone (0:28)
- Brain Dead (1:34)
- Newest H.C. Song #3 (0:25)
- The Sultry Ways Of Steve Berger (0:51)
- Escape (The Pina Colada Song)) (0:59)
- Lives Ruined By Music (2:11)
- Still A Freshman After All These Years (0:47)
- I'm Still Standing (0:10)
- Art Fag (0:47)
- John (0:37)
- Newest H.C. Song #4 (0:15)
- Song #9 (Instrumental) (1:33)
- Cleft Plate (0:17)
- Theme From The A-Team (0:45)
- Old Lady Across The Hall With No Life (1:05)
- Shut Up Paul (0:23)
- Lazy Eye (Once A Hank, Always A Hank) (1:02)
- American Woman (2:04)